# Herb gminy Orońsko
Herb gminy Orońsko – jeden z symboli gminy Orońsko, ustanowiony 22 czerwca 2005.

## Wygląd i symbolika
Herb przedstawia na tarczy w polu czerwonym zza srebrnej pochodni (w lewy skos) z płomieniem złotym, wyłania się w głowicy półjednorożec srebrny o złotych kopytach, rogu i jęzorze, u bazy złoty delfin w łuk (w prawo).
Godła herbowe pochodzą z herbu Jarosław Franciszka Christianiego, właściciela majątku Orońsko w latach 1829–1869 (jednorożec i delfin) oraz herbu Przysługa Józefa Brandta, który przez małżeństwo był właścicielem majątku po 1869 do swojej śmierci w 1915.